# Lobesia artemisiana
Lobesia artemisiana es una especie de polilla del género Lobesia, tribu Olethreutini, familia Tortricidae. Fue descrita científicamente por Zeller en 1847.

## Descripción
La envergadura es de 9-12 milímetros.

## Distribución
Se distribuye por varios países de Europa.